# Cédric Pescia
Cédric Pescia (1976) è un pianista francese. Ha la doppia cittadinanza francese e svizzera.

## Biografia
Pescia studiò al Conservatoire de Musique di Losanna e di Ginevra, all'Universität der Künste di Berlino e all'International Piano Academy Lake Como in Italia.

### Carriera
Cédric Pescia nel 2002 vinse il primo premio al Concorso Gina Bachauer e da allora si è esibito in Europa, Stati Uniti d'America e Sud America. È membro fondatore e direttore artistico del Lausanne chamber music series Ensemble enScène. Insegna regolarmente masterclass negli Stati Uniti e in Europa, anche presso l'Accademia Pianistica Internazionale “Incontri col Maestro” di Imola.

## Discografia
- Beethoven: Piano Sonatas Op. 109, 110 & 111 (2009, Claves Records)
- Works by Busoni & Enescu (2008, Claves Records)
- Les Folies françaises (2008, Claves Records)
- R. Schumann: The Complete Works for Piano, Vol.2 (2006, Claves Records)
- Bach: Goldberg Variations (2004, Claves Records)